# Florian Tscharf
Florian Tscharf (* 2. August 1987 in Schwäbisch Hall) ist ein deutscher Filmregisseur und Drehbuchautor.

## Leben
Florian Tscharf studierte von 2008 bis 2011 Mediendesign an der Dualen Hochschule Baden-Württemberg in Ravensburg. Im Anschluss arbeitete er für verschiedene Werbeagenturen in München und Hamburg.
Seit 2013 studiert er Regie an der Filmakademie Baden-Württemberg. Hier entstand 2015 die Arbeit Fukushima Water, eine Kampagne zur Vermarktung von radioaktivem Wasser aus Fukushima-Daichii. Im gleichen Jahr drehte er den Kurzfilm Mayday Relay, welcher die europäische Flüchtlingskrise und die damit einhergehenden Entscheidungen thematisiert. Der Film wurde 2016 auf dem Filmfestival Max Ophüls Preis uraufgeführt, für den Deutschen Kurzfilmpreis nominiert und von der Deutschen Film- und Medienbewertung mit dem Prädikat Besonders Wertvoll ausgezeichnet. Auf dem Filmschool Fest München wurde Mayday Relay mit dem Arte-Kurzfilmpreis ausgezeichnet.
Von 2016 bis 2017 studierte Tscharf an der Bezalel Academy of Arts and Design in Jerusalem.
Am 22. März 2017 las er im Rahmen einer Kunstaktion das Thesenpapier Asyl der Partei Alternative für Deutschland in der nordafrikanischen Wüste vor. In einem Interview mit Vice begründete er die Idee folgendermaßen: „Mein Gedanke war: Diese Ansätze muss man eigentlich in die Wüste schicken.“

## Filmographie

### Drehbuchautor und Regisseur
- 2016: Mayday Relay (Kurzfilm)

### Andere Arbeiten
- 2015: Fukushima Water (Kampagne)
- 2017: Thesenpapier Asyl (Lesung)

## Auszeichnungen
- 2016: Nominierung für den Deutschen Kurzfilmpreis für Mayday Relay[4]
- 2016: Gewinner des Arte Kurzfilmpreis auf dem Film School Fest München für Mayday Relay[6]
- 2016: Roger Deakins Award auf dem Plymouth Film Festival für Mayday Relay[8]
- 2016: Prädikat Besonders Wertvoll der Deutschen Film- und Medienbewertung für Mayday Relay[5]